# ¡Viva la Cobra!
¡Viva la Cobra! é o segundo álbum de estúdio da banda Cobra Starship, lançado em 23 de outubro de 2007 pela Decaydance Records.

## Gravação e produção
Enquanto estava em 2007 Honda Civic Tour, o grupo começou a escrever músicas juntos. Os membros gravaram suas partes individuais em seus laptops no ônibus da banda. Quando Cobra Starship entrou no estúdio para trabalhar em um novo álbum, grande parte do material já estava escrito.
O álbum foi gravado em vinte dias no Mission Sound Studios em Brooklyn, Nova York.

## Faixas
| N.º | Título                                                                                  | Duração |  |
| 1.  | "The City Is at War"                                                                    | 2:51    |  |
| 2.  | "Guilty Pleasure (feat. Patrick Stump)"                                                 | 3:22    |  |
| 3.  | "One Day, Robots Will Cry"                                                              | 3:40    |  |
| 4.  | "Kiss My Sass (feat. Travis McCoy)"                                                     | 3:41    |  |
| 5.  | "Damn You Look Good and I'm Drunk (Scandalous)"                                         | 3:51    |  |
| 6.  | "The World Has Its Shine (But I Would Drop It on a Dime)"                               | 3:25    |  |
| 7.  | "Smile for the Paparazzi"                                                               | 3:21    |  |
| 8.  | "Angie"                                                                                 | 3:54    |  |
| 9.  | "Prostitution Is the World's Oldest Profession (And I, Dear Madame, Am a Professional)" | 2:28    |  |
| 10. | "My Moves Are White (White Hot, That Is)"                                               | 3:55    |  |
| 11. | "Pleasure Ryland"                                                                       | 2:17    |  |

## Singles
- "Kiss My Sass" (feat. Travis McCoy)
- "The City Is at War"
- "Guilty Pleasure" (feat. Patrick Stump)